# Pauline Kleingeld

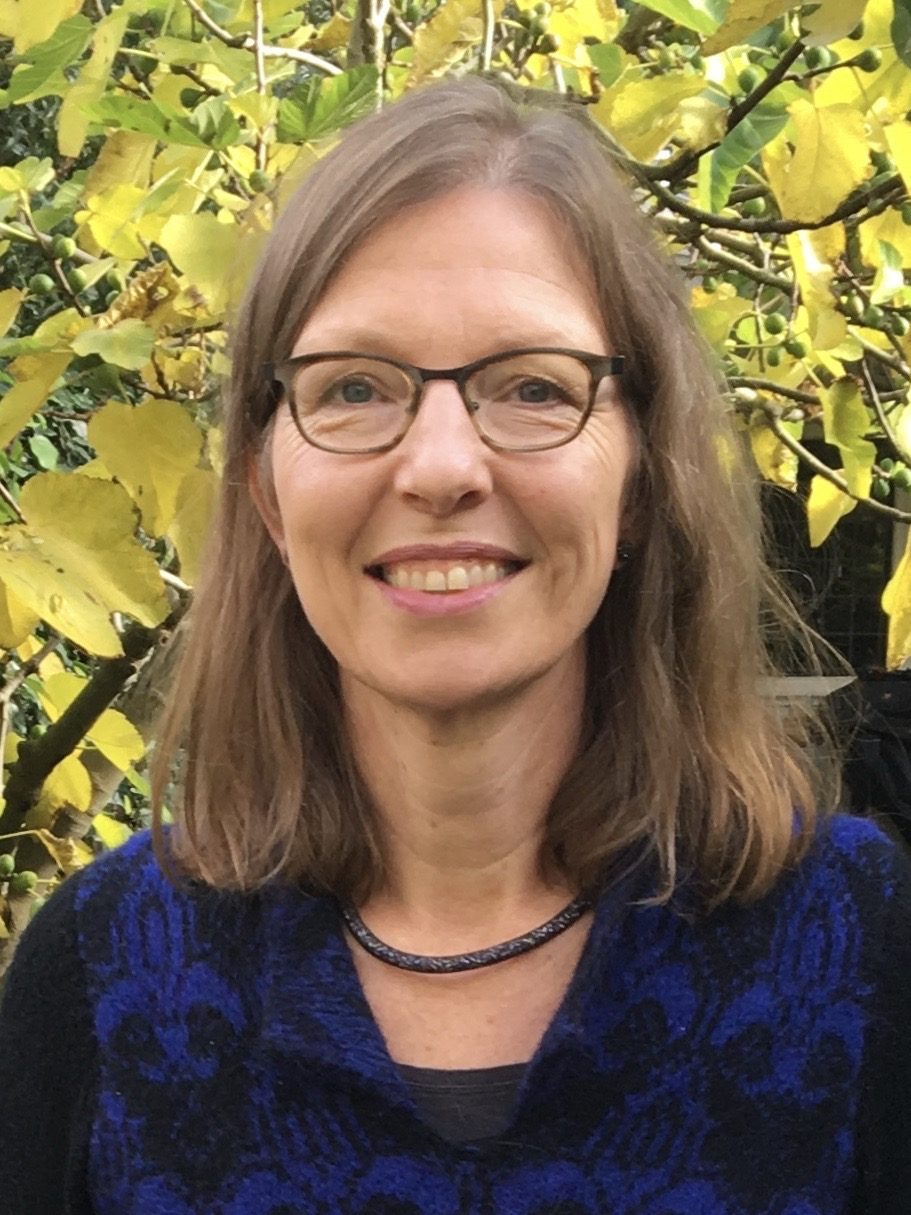
Pauline Kleingeld

Pauline Kleingeld (* 30. Oktober 1962 in Rotterdam) ist eine niederländische Philosophiehistorikerin und Philosophin, die sich besonders mit Immanuel Kant befasste.

## Werdegang
Pauline Kleingeld erhielt 1987 ihren Master-Abschluss (MA) in Theologie an der Universität Leiden und studierte danach bis 1989 mit einem Stipendium des DAAD Philosophie an der Goethe-Universität Frankfurt am Main. 1994 promovierte sie an der Universität Leiden mit einer Dissertation über Kants Geschichtsphilosophie. 1993 wurde sie Assistant Professor und später Associate Professor für Philosophie an der Washington University in St. Louis. 2004 wurde sie Professorin für praktische Philosophie und Philosophiegeschichte an der Universität Leiden, an der sie 2006 bis 2008 Dekanin der Fakultät für Philosophie war. 2011 wurde sie Professorin für Philosophie (Ethik und Philosophiegeschichte) an der Universität Groningen, an der sie 2016 bis 2020 der Abteilung Ethik, Sozial- und Politischer Philosophie vorstand.
2018 wurde sie Mitglied des Kant-Komitees der Berlin-Brandenburgischen Akademie der Wissenschaften. Sie war Präsidentin der North American Kant Society.
Seit 2007 ist Kleingeld Mitglied der Koninklijke Hollandsche Maatschappij der Wetenschappen. 2015 wurde sie Mitglied der Königlich Niederländischen Akademie der Wissenschaften. 2020 erhielt sie die höchste niederländische Wissenschaftsauszeichnung, den Spinoza-Preis. Seit 2022 ist sie Mitglied der Berlin-Brandenburgischen Akademie der Wissenschaften und korrespondierendes Mitglied der British Academy.
In der Laudatio zum Spinoza-Preis wurde Kleingeld als international anerkannte Kant-Expertin gewürdigt, die eine wegweisende Interpretation von Kants Ethik und politischer Philosophie vorgelegt habe, die auch neue Perspektiven über moralischen Universalismus, Autonomie, freien Willen und Kosmopolitentum eröffnete und Verbindungen zu gegenwärtigen philosophischen Diskussionen schlug. Außerdem habe sie rassistische und sexistische Vorurteile bei Kant in historischem Kontext untersucht. In ihrem Buch Kant and Cosmopolitanism (und vorher schon in ihrem Aufsatz Kant's second thoughts on race) zeigte sie, dass sich Kants politische Philosophie, seine Haltung zu Fragen von Kolonialismus und rassischer Überlegenheit und zu aufgeklärter autokratischer Regierung sich grundlegend durch die Französische Revolution änderten und er seine Theorie der Hierarchie von Rassen aufgab.
Sie trat Ansichten der philosophischen Moralpsychologie entgegen, dass menschliches Verhalten typischerweise von Umweltfaktoren bestimmt würde.

## Schriften (Auswahl)
- Kant and Cosmopolitanism: The Philosophical Ideal of World Citizenship, Cambridge University Press, 2012
- Kant's second thoughts on race, Philosophical Quarterly, Band 57, 2007, S. 573–592, Online
- Fortschritt und Vernunft: Zur Geschichtsphilosophie Kants, Würzburg: Königshausen und Neumann, 1995
- als Herausgeberin: Immanuel Kant, ‘Toward Perpetual Peace’ and Other Writings on Politics, Peace, and History, New Haven: Yale University Press, 2006